# Porsche Tennis Grand Prix 1987
Il Porsche Tennis Grand Prix 1987 è stato un torneo femminile di tennis giocato sul sintetico indoor. È stata la 10ª edizione del Porsche Tennis Grand Prix, che fa parte del Virginia Slims World Championship Series 1987. Si è giocato nel Filderstadt Tennis Club di Filderstadt in Germania, dal 12 al 18 ottobre 1987.

## Campionesse

### Singolare
Martina Navrátilová ha battuto in finale  Chris Evert con il punteggio di 7–5, 6–1

### Doppio
Martina Navrátilová /  Pam Shriver hanno battuto in finale  Zina Garrison /  Lori McNeil con il punteggio di 6–1, 6–2